# Nguyễn Thiện Nhân (ca sĩ)
Nguyễn Thiện Nhân (sinh ngày 6 tháng 10 năm 2002) là một nữ ca sĩ người Việt Nam. Cô nổi danh sau khi đoạt giải quán quân của mùa thứ hai trong chương trình Giọng hát Việt nhí.

## Tiểu sử
Nguyễn Thiện Nhân sinh ra trong một gia đình thuần nông, tỉnh Bình Định Việt Nam.
Thiện Nhân là con út trong gia đình. Những hôm nghỉ học, Thiện Nhân thường theo phụ bố mẹ ra đồng trồng đỗ, bắp. Từ khi chưa biết đọc, Nhân đã thuộc nhiều ca khúc; mỗi khi tập hát qua ti vi, đài hoặc dàn Karaoke, Nhân hoàn toàn "quên hết mọi thứ, nhắm tịt mắt rồi hát như thể đang đứng trước sân khấu lớn". Tuy vậy, vì gia đình không mấy khá giả nên cô bé không có điều kiện tiếp xúc nhiều với âm nhạc từ sớm. Theo lời anh trai của Nhân, vì nhà cách trung tâm thành phố Quy Nhơn tới 45 phút đi đường, mà gia đình thường xuyên bận việc đồng áng nên không thể cùng Nhân đi học hát được. Bố Thiện Nhân kể rằng: hai vợ chồng ông quần quật ngoài đồng nên không biết gì về ca hát hay âm nhạc; thấy Nhân mê ca hát và thích có đĩa nhạc nhưng cũng không có tiền mua. Mỗi khi nghe anh chị nói đến các lớp dạy nhạc, Nhân cũng chăm chú nghe nhưng không bao giờ hỏi xin mà chỉ nói sẽ ráng học để sau này làm cô giáo dạy nhạc. Mẹ Nhân chia sẻ rằng với tài năng của Nhân gia đình cũng chỉ biết vậy chứ chưa nghĩ đến việc cho Nhân học về âm nhạc hay đi thi vì đó là "chuyện cao xa" với gia đình.
Đến năm lớp 4, qua những buổi tập hát ở lớp và sự "mách nước" của bạn cùng lớp, cô giáo mới phát hiện ra tài năng của Nhân và đưa Nhân thử sức ở những cuộc thi từ trường đến huyện, tỉnh. Ngay sau đó, cô đăng ký cho Nhân trình diễn trước toàn trường. Lần đầu đi thi, Thiện Nhân đã đoạt giải nhì cuộc thi Tiếng hát hoa phượng đỏ tỉnh Bình Định. Năm lớp 6, Thiện Nhân cùng một cô giáo dạy lịch sử đoạt giải nhất hội thi Tiếng hát giáo viên, học sinh ngành giáo dục tỉnh Bình Định với ca khúc "Mẹ yêu con". Trong một lần xuống thành phố Quy Nhơn, mẹ Thiện Nhân kể với một người họ hàng rằng Nhân hát rất hay. Sau khi nghe thử Nhân hát bài "Mẹ yêu con", người họ hàng gật gù tán thưởng. Vốn quen biết với ca sĩ Kiều Lệ, chủ phòng trà ca nhạc Nghệ sĩ ở Quy Nhơn, nên người họ hàng trên giới thiệu Thiện Nhân với ca sĩ này. Nghe giong hát của Thiện Nhân, ca sĩ Kiều Lệ cũng rất thích. Từ đó, thỉnh thoảng Thiện Nhân lại xuống hát tại phòng trà này.
Sau khi theo dõi chương trình Giọng hát Việt nhí 2013, Thiện Nhân xin anh trai cho mình đăng ký tham dự. Trước đó nhiều lần Thiện Nhân muốn được tham gia Đồ Rê Mí nhưng rất tiếc là điều đó đã không xảy ra. Tháng 2 năm 2014, sau khi hỏi ý kiến gia đình xong, anh trai đăng ký cho em gái tham gia Giọng hát Việt nhí 2014. Ít phút trước anh trai chỉ đăng ký trực tuyến, về sau chưa đủ thỏa mãn nên bắt xe mang hồ sơ của Nhân vào tận TP. Hồ Chí Minh nộp. Thiện Nhân được ban tổ chức đặc cách vào thẳng vòng sơ loại thứ 2. Trong những ngày Nhân tham gia thi, anh trai dù đã tốt nghiệp đại học nhưng chưa xin việc vội để đi theo chăm sóc em gái. Những ngày đầu đi thi, vì chưa quen môi trường mới nên Nhân chỉ đứng yên một chỗ cầm micro hát chứ không biểu diễn như các bạn, đến khi nhớ ba mẹ lại ngồi khóc.
Sau khi Giọng hát Việt nhí kết thúc, bắt đầu từ ngày 13 tháng 10 năm 2014, Thiện Nhân vào Thành phố Hồ Chí Minh học tập. Với sự giúp đỡ của nhạc sĩ Minh Vy (chồng ca sĩ Cẩm Ly), em vào đây học cùng các anh chị để có điều kiện bồi dưỡng năng khiếu ca hát. Trong buổi học cuối cùng tại trường cũ (lớp 7A4, Trường THCS Phước Lộc), Thiện Nhân đã thể hiện ca khúc "Mẹ yêu" trước bạn bè, thầy cô trong lớp như một lời chia tay.

## Sự nghiệp âm nhạc

### Cuộc thi Giọng hát Việt nhí 2014
Vòng Giấu mặt, tập 3 (5 tháng 7 năm 2014)

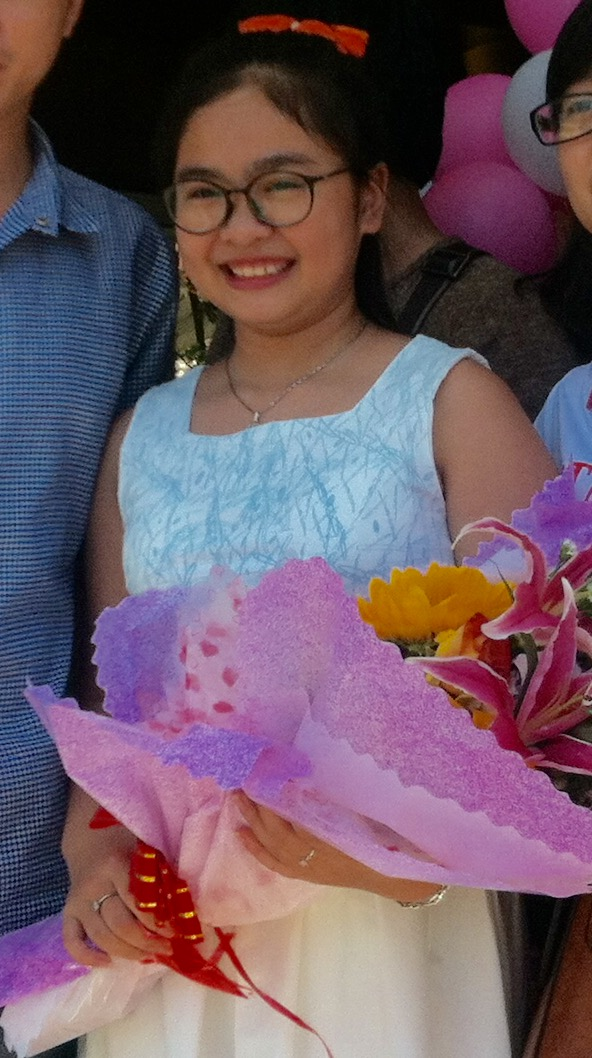
Thiện Nhân trong một buổi họp fan tại Quy Nhơn vào tháng 6 năm 2015

Sau đêm phát sóng, clip Nguyễn Thiện Nhân biểu diễn ca khúc "Mẹ yêu con" nhanh chóng "gây sốt" và được một số báo đánh giá là "đã "hạ gục" người yêu nhạc Việt Nam và cư dân mạng". Mặc dù đoạn cuối mắc một lỗi nhỏ khiến màn trình diễn chưa trọn vẹn, nhưng Thiện Nhân không chỉ thuyết phục được bốn huấn luyện viên mà phần biểu diễn của Nhân còn nhận được sự tán thưởng của các khán giả theo dõi trên truyền hình khi thể hiện ca khúc từng được nhiều ca sĩ gạo cội trình bày mà không phải "nghệ sĩ chuyên nghiệp nào cũng dám hát". Nhiều người ngay lập tức dự đoán giọng ca nhí này sẽ đi vào rất sâu, thậm chí có cơ hội trở thành quán quân năm nay dù đó mới chỉ là tập thứ ba của vòng Giấu mặt. Nhiều khán giả giải thích rằng họ bị thuyết phục với "những nốt luyến láy mang đậm giai điệu hát ru của đồng bằng Bắc bộ, từng nốt cao lảnh lót, từng lời hát như thủ thỉ đầy cảm xúc", những đoạn lên cao xuống thấp trơn tru đem lại cho người nghe "cảm giác bình yên và ngọt ngào", cùng với đó là gương mặt xinh xắn, hiền lành, đáng yêu. Đặc biệt, việc Thiện Nhân chia sẻ "chưa từng tham gia bất cứ trường lớp đào tạo nào, nhà không có người theo nghệ thuật mà hát hoàn toàn bằng bản năng và sự cảm nhận của riêng mình" khiến bốn huấn luyện viên dự đoán "cô bé sẽ là một ngôi sao sáng trong tương lai". Tác giả Đức Thịnh cho rằng, "Dù cuộc thi mới chỉ ở giai đoạn mới bắt đầu nhưng Thiện Nhân lại sở hữu lượng fan "khủng" không hề thua kém các ca sĩ chuyên nghiệp. Đây là một yếu tố vô cùng quan trọng trong một cuộc thi truyền hình thực tế bởi sự quyết định kết quả thuộc về chính khán giả."
Clip Thiện Nhân biểu diễn ca khúc "Mẹ yêu con" sau 7 tuần đăng tải trên YouTube đã thu hút 2 triệu lượt xem - một con số không hề nhỏ.
Vì không sử dụng Facebook nên Thiện Nhân không biết mình được khán giả quan tâm và yêu mến như thế nào. Ngoài giờ học nhạc và tập luyện cùng huấn luyện viên Cẩm Ly, Thiện Nhân chỉ lên mạng xem lại phần biểu diễn của mình và đọc tin tức.
Đêm liveshow 7, chung kết (4 tháng 10 năm 2014)
Nhận xét về Thiện Nhân, quán quân Giọng hát Việt nhí mùa đầu tiên Quang Anh khẳng định: "Thiện Nhân đoạt ngôi vị quán quân là rất xứng đáng vì em ấy hát rất hay và rất xinh", còn á quân Phương Mỹ Chi thì chia sẻ rằng: "Con thấy các bạn, các anh chị mùa này ai cũng hát hay, cũng xứng đáng là quán quân hết, nhưng riêng con thì con rất thích Thiện Nhân và mong là Thiện Nhân sẽ là quán quân mùa giải năm nay". Một số nhân vật trong làng giải trí Việt Nam như ca sĩ Thái Thùy Linh, vợ chồng nhạc sĩ Nguyễn Hà – Minh Trang, Hòa Minzy, nhạc sĩ Phương Uyên đặt niềm tin vào Thiện Nhân; trong khi Yến Trang và Bảo Anh đặt niềm tin vào cả Thiên Nhâm và Hoàng Anh.
Với 49,47% bình chọn của khán giả, quán quân Giọng Hát Việt Nhí mùa thứ 2 đã xướng tên Nguyễn Thiện Nhân - vượt qua Nguyễn Hoàng Anh và Trần Kayon Thiên Nhâm trong đêm chung kết diễn ra vào tối ngày 4 tháng 10 tại Thành phố Hồ Chí Minh.

### Biểu diễn trực tiếp
Ngày 20 tháng 10 năm 2014, tại Nhà hát Lớn, Hà Nội, Thiện Nhân biểu diễn ca khúc "Mẹ yêu con" cùng ca sĩ Anh Thơ trong chương trình truyền hình trực tiếp Vì phụ nữ - Vì ngày mai. Cùng ngày, trong buổi giới thiệu liveshow Dấu ấn của mình được tổ chức vào ngày 1 tháng 11, Đan Trường tuyên bố đã mời Thiện Nhân làm khách mời tham gia chương trình. Giải thích về điều này, Đan Trường cho biết vì Cẩm Ly, bạn thân của anh, bận việc không thể tới tham gia liveshow được nên đã gửi học trò của mình tới hát cùng nam ca sĩ.
Ngày 12 tháng 12 năm 2014, gala giọng hát Việt nhí diễn ra tại Nhà thi đấu quân khu 7 trong không khí sôi động với sự hội ngộ của dàn thí sinh 2 mùa cùng huấn luyện viên Cẩm Ly, Lam Trường. Thiện Nhân được khán giả nồng nhiệt chào đón khi trở lại sân khấu với ca khúc "Mẹ yêu con". Ca khúc này từng giúp Thiện Nhân gây ấn tượng ở vòng Giấu mặt Giọng hát Việt nhí 2014 

### Album đầu tay: CDThương về miền Trung

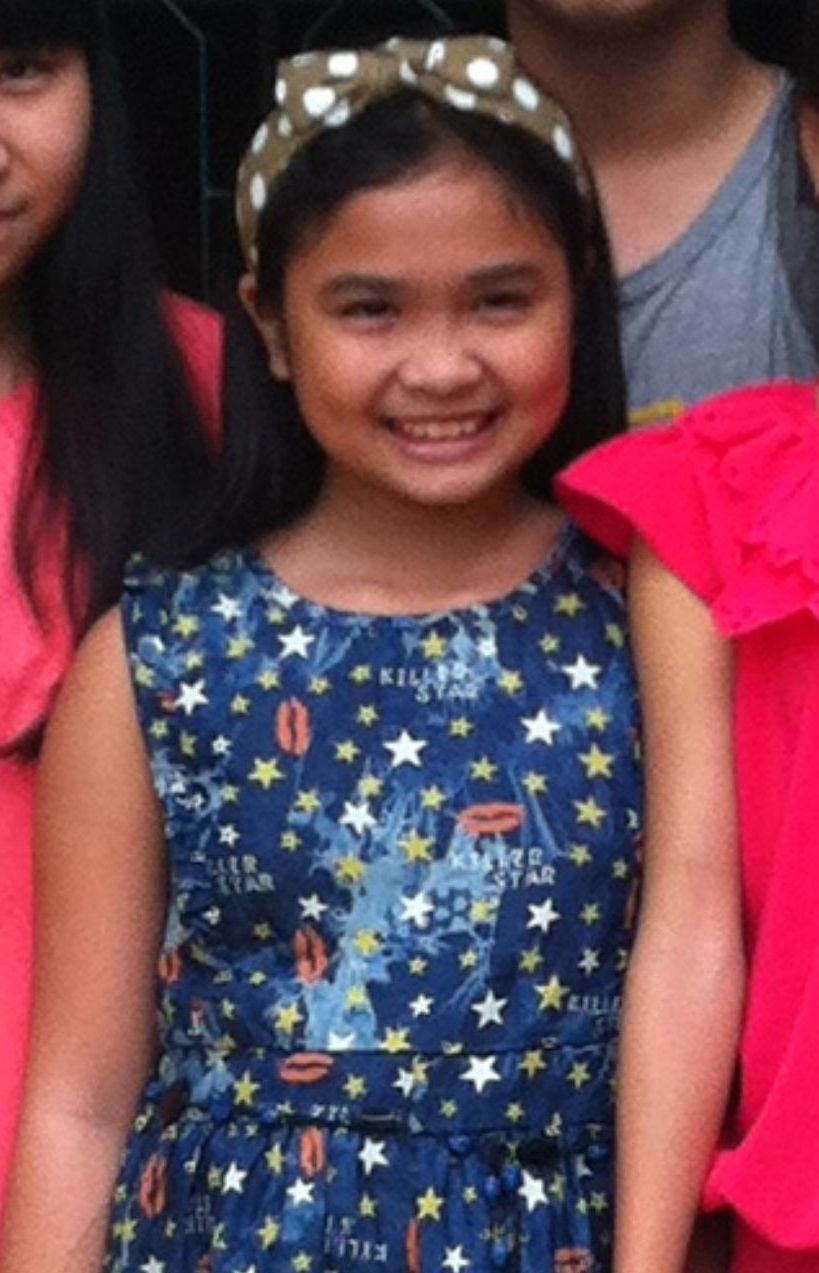
Thiện Nhân sau cuộc thi Giọng hát Việt nhí

Sau 3 tháng thực hiện, album đầu tay với tựa đề  Thương về miền Trung  của Nguyễn Thiện Nhân đã chính thức phát hành vào ngày 1 tháng 2 năm 2015. Album có 11 ca khúc gồm các sáng tác từng được Thiện Nhân trình diễn tại cuộc thi Giọng hát Việt nhí như "Mẹ yêu", "Mẹ yêu con", "Quê hương tôi", chầu văn "Cô đôi thượng ngàn"..., bên cạnh đó là những ca khúc mới, lần đầu được cô bé thu âm như "Thương về miền Trung"... Ngoài ra trong album này, Thiện Nhân cũng sẽ có hai màn song ca cùng huấn luyện viên Cẩm Ly với "Xuân đẹp làm sao" và "Gánh lúa". Vợ chồng Cẩm Ly tổ chức buổi gặp gỡ thân mật cho Thiện Nhân và giới truyền thông để giới thiệu album Thương về miền Trung. Buổi gặp gỡ diễn ra tại nhà riêng của Cẩm Ly để Thiện Nhân thoải mái, không bị áp lực và cũng không có cảm giác mình là một ngôi sao đang quảng bá sản phẩm âm nhạc mới.
Chia sẻ về album đầu tay, Thiện Nhân cho biết, vì bận học và chỉ thu âm được vào những ngày cuối tuần nên thời gian thực hiện album kéo dài hơn em nghĩ. Vợ chồng Cẩm Ly chia sẻ thêm, họ không đặt nặng vấn đề thời gian ra mắt, dù nếu muốn cũng có thể phát hành album cấp tốc ngay sau cuộc thi. Thiện Nhân rụt rè kể: "Cô chú rất nghiêm khắc, nhất là khi em lỳ, không chịu tập trung, nhưng khi em hoàn thành công việc thì cô chú rất dễ chịu". Những lần ăn "cơm chan nước mắt" của cô bé cũng không còn quá lạ lẫm trong quá trình thực hiện album dưới cách làm việc kỹ tính, nghiêm khắc của hai vợ chồng.
Tại lễ trao giải Mai Vàng lần thứ 20, Thiện Nhân nhận được tin vui khác khi giành chiến thắng hạng mục "Ca sĩ hát nhạc âm hưởng dân ca được yêu thích nhất", vượt qua các bậc đàn anh như Đan Trường, Phi Nhung, Tùng Dương, Thanh Thúy, Hoài Lâm...

## Sự nghiệp kinh doanh
Ngày 25 tháng 6 năm 2022, Nguyễn Thiện Nhân công bố rót vốn đầu tư vào công ty du lịch và trở thành giám đốc điều hành. Sau đó đã kết thúc vào năm 2023 quay lại sự nghiệp ca hát.

## Đời tư
Ngày 15 tháng 7 năm 2022, rộ thông tin gia đình cầu cứu khán giả tìm kiếm thông tin về ca sĩ vì họ bị mất liên lạc với cô .
Sáng ngày 16 tháng 7 năm 2022, thông qua livestream, Thiện Nhân cho biết vẫn ổn và sống bình yên bên bạn đời. Cô quen bạn đời lúc tham dự Giọng hát Việt nhí 2014. Sau đó cả hai mất liên lạc, mỗi người có hướng đi riêng. Tháng 12 năm 2021, họ kết nối trở lại, tâm sự nhiều về cuộc sống và nảy sinh tình cảm. Cô cho biết đã dẫn bạn đời về Bình Định xin phép bố mẹ được sống chung. Thiện Nhân phủ nhận cô không bỏ nhà đi và không liên lạc với gia đình điều do anh trai cố ý tạo dựng lên. Thiện Nhân chia sẻ đây là người cô có thể tin tưởng và yêu thương. Cô mong muốn mọi người không chỉ trích chuyện cô yêu đồng giới. Bởi theo cô "ai cũng có quyền hạnh phúc riêng của bản thân. Cộng đồng LGBT cũng có nhu cầu kiếm tìm hạnh phúc, miễn không làm gì sai là được".
Chiều ngày 17 tháng 7 năm 2022, phía gia đình có buổi gặp gỡ báo chí để chia sẻ về những ồn ào xảy ra trong thời gian qua. Buổi gặp gỡ có sự góp mặt của anh Nguyễn Thanh Cầm (31 tuổi, anh thứ tư của Thiện Nhân) và Nguyễn Bích Lê (27 tuổi, chị thứ năm của Thiện Nhân). Trước đó, trong livestream của mình, Thiện Nhân từng gây chú ý khi tiết lộ chuyện bị chị ruột bạo hành đến mức nhập viện. Về thông tin này, chị ruột thừa nhận có tát Thiện Nhân khi gặp mâu thuẫn. Cũng tại buổi gặp gỡ, phía gia đình thẳng thắn nói về việc giữ fanpage cá nhân của Thiện Nhân mà không trả lại cho nữ ca sĩ.

## Giải thưởng
- Quán quân Giọng hát Việt nhí mùa thứ 2
- Đề cử của giải: Sao được yêu thích nhất (báo Tiin), và về nhì
- 2 Giải Mai Vàng năm 2014: Ca sĩ hát nhạc âm hưởng dân ca và Top 10 ca sĩ được yêu thích nhất với số phiếu cao nhất[36][37]
- MV được yêu thích nhất VTV Bài hát tôi yêu: Tết đoàn viên [38]
- 1 Giải Mai Vàng năm 2016: Top 10 Nghệ sĩ của năm[39]
- Quán quân Tuyệt Đỉnh Song Ca - Cặp Đôi Vàng 2016 với ca sĩ Cao Công Nghĩa
- Quán quân Tuyệt Đỉnh Song Ca - Cặp Đôi Vàng 2019 phiên bản All Stars với ca sĩ Cao Công Nghĩa [40]